# Higgsí
En física de partícules, un higgsí (símbol H͂) és el supercompany teòric del bosó de Higgs, predit per teories supersimètriques. El higgsí és un fermió de Dirac i un isodoblet feble amb hipercàrrega meitat respecte a les simetries de gauge del Model estàndard.
En el model estàndard supersimètric mínim, després del trencament de la simetria electrofeble el higgsí esdevé un parell de fermions neutres de Majorana anomenats neutralí i carreguí (fermions amb càrrega +/−). Aquests estats finalment es barregen amb els neutralins (fotí i zetí) i carreguí (wino carregat +/−) per a formar les partícules predites per la teoria: 4 neutralins i 2 chargins (+/− cadascú d'ells). Una combinació lineal del Higgsí, beí i Weí constituteix la partícula supersimètrica més lleugera (LSP), la qual és una candidata per a explicar la matèria fosca de l'univers (en aquest cas ha ser neutre, i.e. un neutralí en comptes d'un carreguí).
En escenaris naturals de SUSY s'espera que els squarks cim, squarks fons, gluins, i neutralins i carreguins rics-en-higgsins siguin relativament lleugers, augmentant les seves seccions eficaces de producció. Recerques del Higgsí s'han dut a terme al Gran Col·lisionador d'Hadrons del CERN, on els físics han cercat la producció directe electrofeble de parell de Higgsins. A finals del 2015, cap evidència experimental havia estat trobada.